# Stephania excentrica
Stephania excentrica là một loài thực vật có hoa trong họ Biển bức cát. Loài này được H.S. Lo miêu tả khoa học đầu tiên năm 1978.